# Alfa Romeo Visconti
L’Alfa Romeo Visconti est un concept car dessiné par Giorgetto Giugiaro pour Alfa Romeo. Elle a été dévoilée au salon automobile de Genève en 2004. Son nom rappelle celui de l'ancienne famille milanaise des Visconti.

## Design
La Visconti est un coupé quatre portes de 5 m de long.
L'inspiration de Giugiaro provient de la Bugatti EB112 qu'il avait dessinée en 1993.

## Performances
Son moteur V6 biturbo JTS de 3,2 litres développe une puissance de 405 ch. 